# 대한약리학회
대한약리학회(大韓藥理學會, The Korean Society of Pharmacology ; KOSPHAR)는 대한민국의 의학 학술 단체이다. 소재지는 서울특별시 마포구 성미산로 87 현일오피스텔 2층 208호에 위치하고 있다.

## 개요
약리학에 관한 연구와 지식의 향상 및 회원 상호간의 친목으로 한다.

## 주요 사업
- 학술대회 및 각 종 세미나 개최
- 학회지, 학술간행물 및 도서의 발간
- 학술의 국제교류
- 기타 본 회의 목적 달성에 필요하다고 인정되는 사항

## 같이 보기
- 약리학
- 대한의학회